# كينجي كيكاوادا
كينجي كيكاوادا (باليابانية: 黄川田 賢司) (28 أكتوبر 1974 في نيزا في اليابان – )؛ هو لاعب كرة قدم ياباني سابق كان يلعب كمهاجم.

## روابط خارجية
- كينجي كيكاوادا على موقع رابطة كرة القدم اليابانية للمحترفين (اليابانية)
- كينجي كيكاوادا على موقع عالم كرة القدم.نت (الإنجليزية)